# Małe Ciche
Małe Ciche – wieś podhalańska w Polsce położona w województwie małopolskim, w powiecie tatrzańskim, w gminie Poronin. W latach 1975–1998 miejscowość administracyjnie należała do województwa nowosądeckiego.

## Położenie miejscowości
Małe Ciche znajduje się około 5 kilometrów na południe od Poronina i 3 kilometry na wschód od Murzasichla (ścieżką przez las). Położone jest na obszarze Pogórza Bukowińskiego, na wysokości około 830–860 m n.p.m., tuż pod Tatrami, w dolinie Filipczańskiego Potoku. W grzbiecie Zgorzeliskowego Działu wznoszącym się od północno-wschodniej strony nad Małym Cichem wyróżniają się wierzchołki Wierch Zgorzelisko (1106 m) i Zadni Wierch (1062 m), pomiędzy którymi znajduje się duża Polana Zgorzelisko.

## Opis miejscowości
Wieś jest zamieszkana jest przez około 850 mieszkańców. Znajduje się tam drewniany kościół św. Józefa z końca lat 60. XX wieku, należący do parafii w Małym Cichem prowadzonej przez dominikanów.
W roku 2005 we wsi oddano do użytku Stację Narciarską z Małego Cichego na polanę Zgorzelisko.

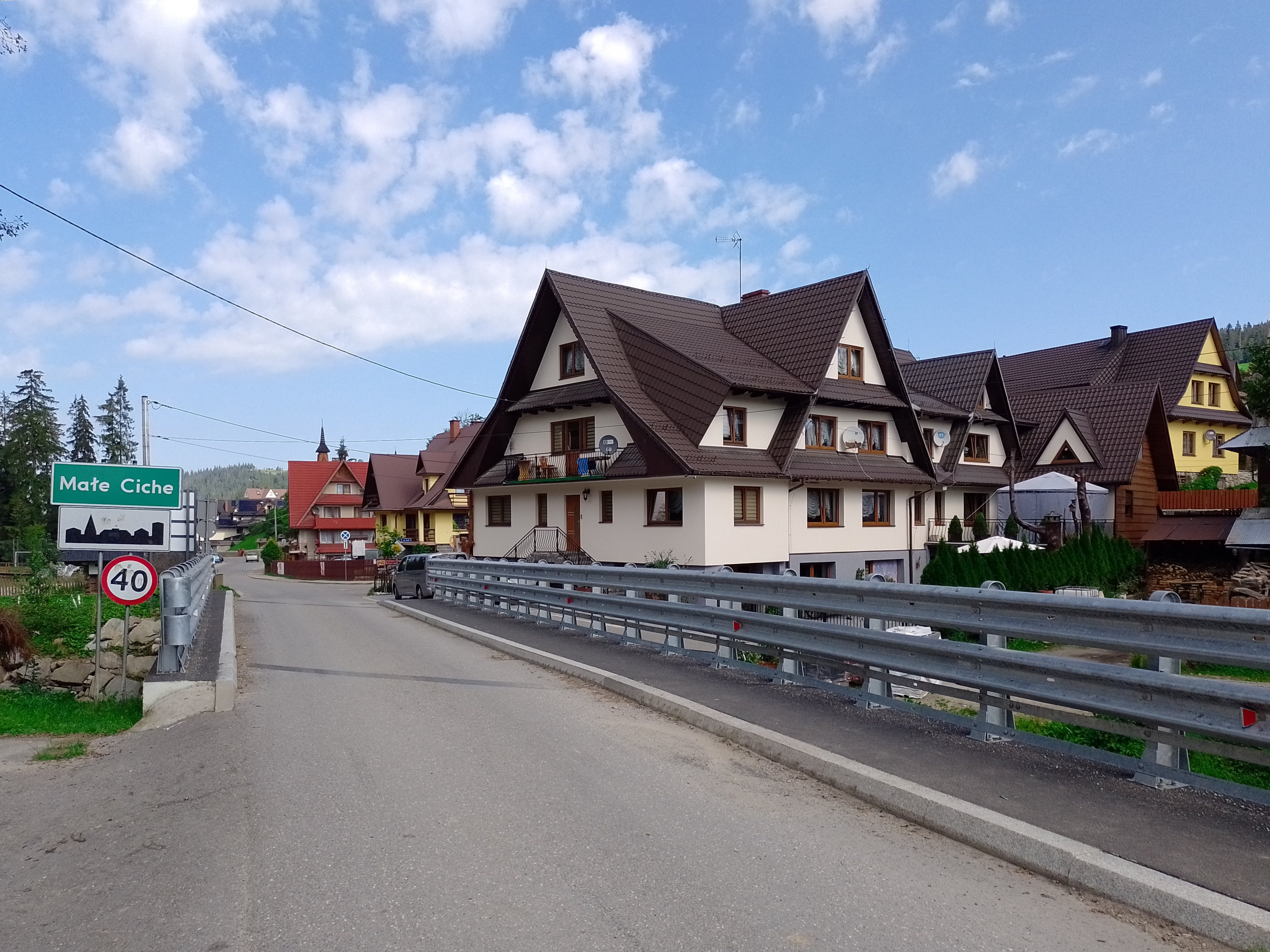
Wjazd do wsi od strony Błocisk
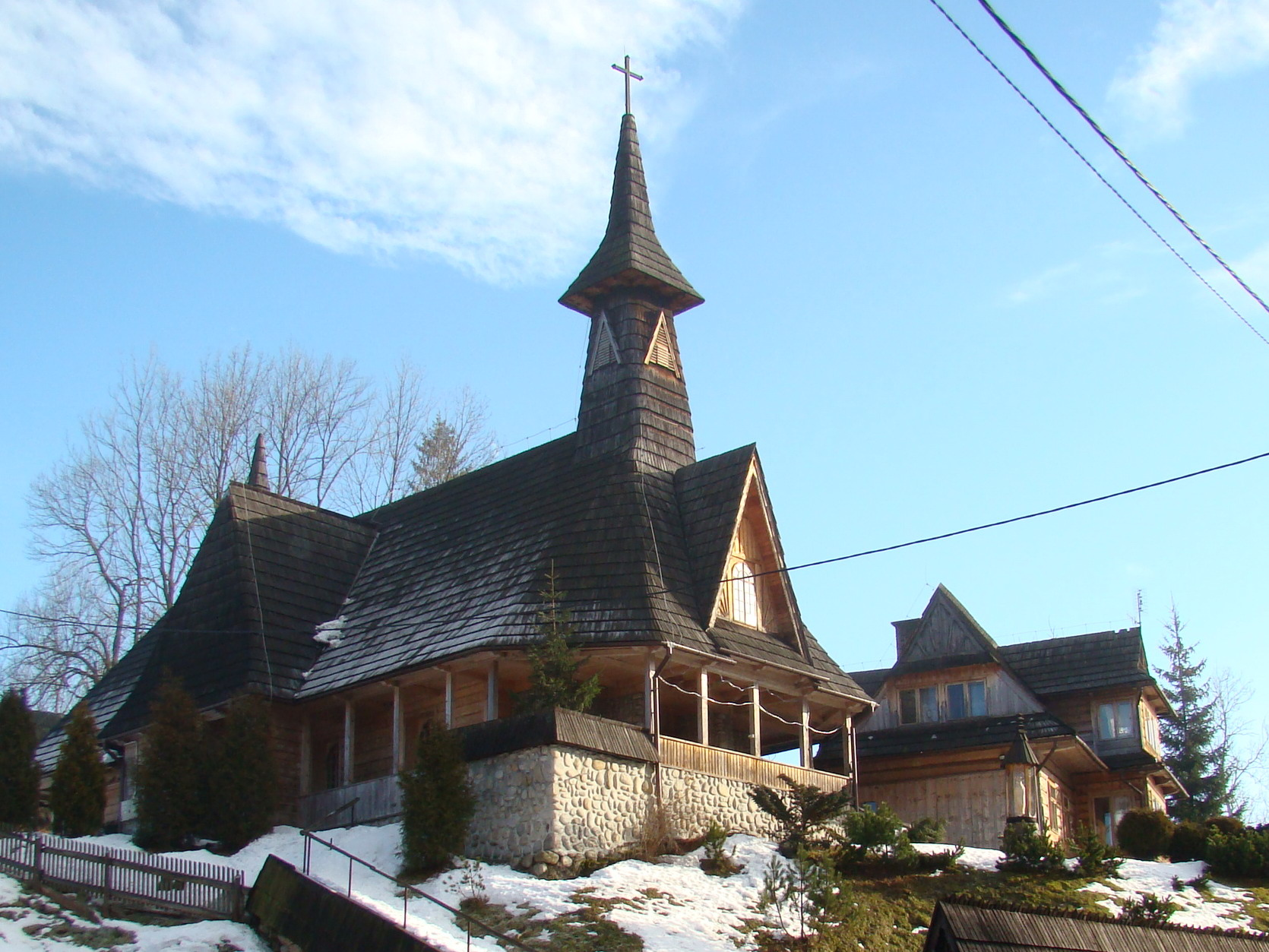
Kościół św. Józefa
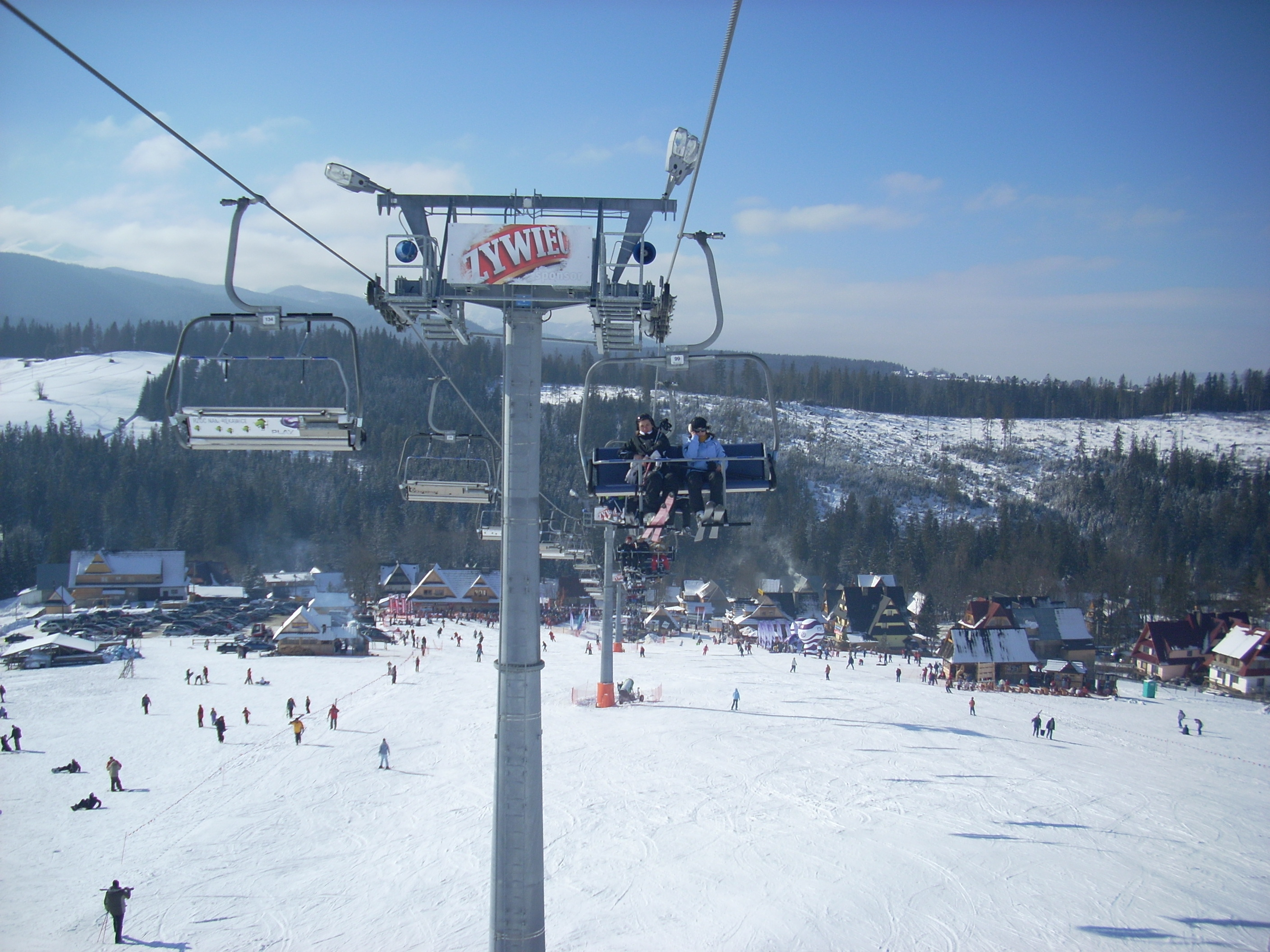
Widok z wyciągu narciarskiego
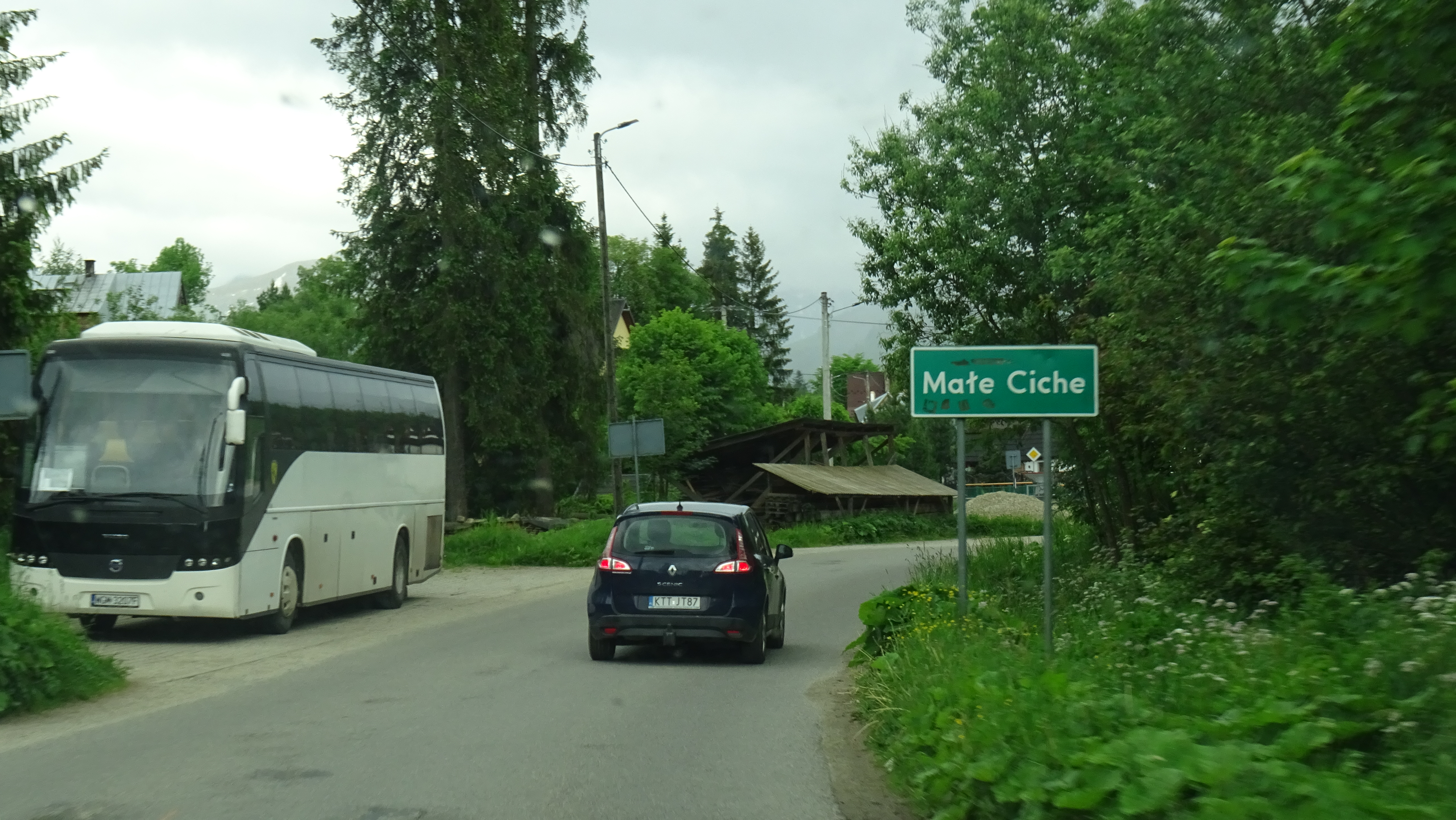
Wjazd do wsi od strony Poronina